# Phyllolabis mannheimsiana
Phyllolabis mannheimsiana is een tweevleugelige uit de familie steltmuggen (Limoniidae). De soort komt voor in het Palearctisch gebied.